# Mary Grant (chính trị gia)
Mary Grant (6 tháng 8 năm 1928 – 18 tháng 9 năm 2016)  là một bác sĩ và chính trị gia người Ghana. Cô là thành viên Hội đồng Nhà nước đầu tiên của Ghana và cũng là cựu sinh viên trường trung học Wesley Girls đầu tiên làm bác sĩ y khoa. Grant là người phụ nữ Ghana thứ ba đủ điều kiện về y học sau Susan Ofoti-Atta (1947) và Matilda J. Clerk (1949). Cô là một người có quan hệ xa với Paa Grant, người được mệnh danh là "cha đẻ của chính trị Bờ Biển Vàng".

## Giáo dục
Mary Grant được giáo dục trung học tại Trường trung học nữ Wesley ở Cape Coast, và tiếp tục trở thành cựu sinh viên đầu tiên của trường đủ điều kiện làm bác sĩ y khoa sau khi hoàn thành khóa đào tạo tại Vương quốc Anh.

## Sự nghiệp
Sau khi làm việc trong ngành y tế của chính phủ với tư cách là một sĩ quan y tế, Mary Grant bắt đầu sự nghiệp chính trị của mình khi bổ nhiệm Bộ trưởng Bộ Y tế vào năm 1985. Grant giữ nhiều vị trí, bao gồm Thứ trưởng Bộ Y tế và Thành viên Hội đồng Quốc phòng lâm thời (PNDC). Sau đó, bà trở thành Bộ trưởng Bộ Giáo dục và Văn hóa và cũng là Thành viên của Hội đồng Nhà nước.
Bà đã dẫn đầu phái đoàn của Ghana tới nhiều hội nghị quốc tế, bao gồm các Đại hội đồng của Tổ chức Y tế Thế giới (WHO) tại Geneva và Hội nghị khu vực ở Châu Phi, Hội nghị Ngân hàng Thế giới về Sức khỏe Châu Phi, Hội nghị Dân số và Phát triển Cairo, và bà là một trong số các phái đoàn của Ghana tham dự Hội nghị Thế giới về Phụ nữ được tổ chức tại Bắc Kinh vào năm 1995.

## Giải thưởng và danh dự
Grant đã nhận được một giải thưởng trong lễ trao giải Maiden Women.

## Qua đời và tang lễ nhà nước
Bà qua đời ở tuổi 88, vào chiều ngày 18 tháng 9 năm 2016 tại Bệnh viện Quân y 37 ở Accra, và được cử hành tang lễ cấp nhà nước.